# Secrétaire du Cabinet chargé de la Santé et des Services sociaux (Écosse)
 (octobre 2024).
Si vous disposez d'ouvrages ou d'articles de référence ou si vous connaissez des sites web de qualité traitant du thème abordé ici, merci de compléter l'article en donnant les références utiles à sa vérifiabilité et en les liant à la section « Notes et références ».
Cet article contient la liste des ministres de la Santé d'Écosse.

## Liste des ministres
| Nom                                                                                        | Nom                                          | Début du mandat                              | Fin du mandat                                | Gouvernement                                 |
| Ministre de la Santé et des Services sociaux                                               | Ministre de la Santé et des Services sociaux | Ministre de la Santé et des Services sociaux | Ministre de la Santé et des Services sociaux | Ministre de la Santé et des Services sociaux |
| ------------------------------------------------------------------------------------------ | -------------------------------------------- | -------------------------------------------- | -------------------------------------------- | -------------------------------------------- |
|                                                                                            | Susan Deacon                                 | 19 mai 1999                                  | 28 novembre 2001                             | Dewar et McLeish                             |
|                                                                                            | Malcolm Chisholm                             | 28 novembre 2001                             | 4 octobre 2004                               | McConnell I et II                            |
|                                                                                            | Andy Kerr                                    | 4 octobre 2004                               | 16 mai 2007                                  | McConnell II                                 |
| Secrétaire du Cabinet chargé de la Santé et du Bien-être                                   |                                              |                                              |                                              |                                              |
|                                                                                            | Nicola Sturgeon                              | 17 mai 2007                                  | 25 mai 2011                                  | Salmond I                                    |
| Secrétaire du Cabinet chargé de la Santé, du Bien-être et du développement urbain          |                                              |                                              |                                              |                                              |
|                                                                                            | Nicola Sturgeon                              | 25 mai 2011                                  | 5 septembre 2012                             | Salmond II                                   |
| Secrétaire du Cabinet chargé de la Santé et du Bien-être                                   |                                              |                                              |                                              |                                              |
|                                                                                            | Alex Neil                                    | 5 septembre 2012                             | 19 novembre 2014                             | Salmond II                                   |
| Secrétaire du Cabinet chargé de la Santé, du Bien-être et des Sports                       |                                              |                                              |                                              |                                              |
|                                                                                            | Shona Robison                                | 21 novembre 2014                             | 18 mai 2016                                  | Sturgeon I                                   |
| Secrétaire du Cabinet chargé de la Santé et des Sports                                     |                                              |                                              |                                              |                                              |
|                                                                                            | Shona Robison                                | 18 mai 2016                                  | 26 juin 2018                                 | Sturgeon II                                  |
|                                                                                            | Jeane Freeman                                | 26 juin 2018                                 | 19 mai 2021                                  | Sturgeon II                                  |
| Secrétaire du Cabinet chargé de la Santé et des Services sociaux                           |                                              |                                              |                                              |                                              |
|                                                                                            | Humza Yousaf                                 | 19 mai 2021                                  | 28 mars 2023                                 | Sturgeon III                                 |
| Secrétaire du Cabinet chargé du rétablissement du NHS, de la Santé et des Services sociaux |                                              |                                              |                                              |                                              |
|                                                                                            | Michael Matheson                             | 29 mars 2023                                 | 8 février 2024                               | Yousaf                                       |
|                                                                                            | Neil Gray                                    | 8 février 2024                               | 8 mai 2024                                   | Yousaf                                       |
| Secrétaire du Cabinet chargé de la Santé et des Services sociaux                           |                                              |                                              |                                              |                                              |
|                                                                                            | Neil Gray                                    | 8 mai 2024                                   | En fonction                                  | Swinney                                      |